# HMS D5
Pour les articles homonymes, voir D5.
Le HMS D5 est l’un des huit sous-marins britanniques de classe D construits pour la Royal Navy au cours de la première décennie du XXe siècle.

## Conception
Les sous-marins de la classe D ont été conçus comme des versions améliorées et agrandies de la classe C précédente, les moteurs Diesel remplaçant les moteurs à essence dangereux utilisés précédemment. Les sous-marins avaient une longueur totale de 49,7 m, un maître-bau de 6,2 m et un tirant d'eau moyen de 3,2 m. Leur déplacement était de 491 tonnes en surface et 605 tonnes en immersion. Les sous-marins de classe D avaient un équipage de 25 hommes, officiers inclus. Ils et ont été les premiers à adopter des ballasts de type dit saddle tank car ils étaient disposés par paires à l’extérieur de la coque épaisse, un de chaque côté, comme les sacoches d’une selle de cheval.
Pour la navigation en surface, ces navires étaient propulsés par deux moteurs Diesel de 600 chevaux-vapeur (447 kW), chacun entraînant un  arbre d'hélice. En immersion, chaque hélice était entraînée par un moteur électrique de 275 chevaux (205 kW). Ces navires pouvaient atteindre la vitesse 14 nœuds (26 km/h) en surface et 9 nœuds (17 km/h) sous l’eau. En surface, la classe D avait un rayon d'action de 2500 milles marins (4600 km) à une vitesse de croisière de 10 nœuds (19 km/h).
Les navires étaient armés de trois tubes lance-torpilles de 18 pouces (457 mm), deux à l’avant et un à l’arrière. Ils emportaient une torpille de rechargement pour chaque tube, soit un total de six torpilles.

## Engagements
Le HMS D5 était l’un des six sous-marins de la classe D commandés à Vickers-Armstrongs dans le cadre du Budget des dépenses de la Marine de 1909 à 1910. Il a été construit au chantier naval Vickers de Barrow-in-Furness. Sa quille fut posée le 23 février 1910. Il fut lancé le 28 août 1911 et achevé le 19 janvier 1912.
Au début de la Première Guerre mondiale, le D5, avec le reste des navires de sa classe, a été affecté à la 8e flottille sous-marine. La flottille, y compris le D5, a été affectée aux patrouilles à l’extrémité est de la Manche lors du passage du Corps expéditionnaire britannique en France au début du mois d’août,. Le 21 août 1914, le D5 était en patrouille à l’ouest d’Heligoland lorsqu’il a aperçu une force de navires de guerre allemands qui effectuaient une sortie dans la mer du Nord contre des bateaux de pêche britanniques. Le D5 a tiré deux torpilles sur le croiseur léger allemand SMS Rostock, toutes deux ont raté leur cible,.

## Naufrage
Le D5 a rencontré son destin à 2 milles marins (3,2 km) au sud de la bouée South Cross au large de Great Yarmouth dans la mer du Nord. Il a été coulé par une mine allemande posée par le SMS Stralsund le 3 novembre 1914, après être intervenu contre une attaque allemande sur Yarmouth par des croiseurs. Il n’y a eu que cinq survivants, dont son commandant, le Lieutenant commander Godfrey Herbert.
En 2016, Historic England a commandé une enquête sur le site de l’épave par Wessex Archaeology dans le cadre de Archaeological Services in Relation to Marine Protection, un projet de deux ans visant à évaluer une sélection de sites sous-marins autour de la côte anglaise. L’enquête a comporté un relevé géophysique sur l’emplacement de l’épave, suivi d’un relevé effectué par un plongeur, qui a révélé que, bien que l’épave du D5 réponde aux critères de désignation, elle est suffisamment enfouie pour ne pas être à risque. La décision a finalement été prise de ne pas désigner l’épave à ce moment-là.